# جاشوا: محافظ نهایی
جاشوا:محافظ نهایی (به انگلیسی: Joshua: Imai Pol Kaakha) یک فیلم اکشن هیجان انگیز هندی به زبان تامیلی به نویسندگی و کارگردانی گوتام واسودف منون و تهیه کنندگی ایشاری ک گانش بود این فیلم که اولین قسمت از برنامه‌ریزی شده جهان مشترک است، وارون در نقش اصلی، در کنار رهایی، ذیوادرشینی، منصور علی خان و کریشنا دیگر بازیگران این فیلم هستند. در این فیلم، جاشوا، یک قاتل قراردادی که تبدیل به محافظ شده است، به دنبال محافظت از دوست دختر سابق خود کندهاوی چیدامبارام در برابر کارتل مواد مخدر مکزیک است.
تولید این فیلم در اواخر سال ۲۰۱۹ آغاز شد اما تنها در سال‌های ۲۰۲۱ تا ۲۰۲۲ و به دنبال تاخیرهای مربوط به کرونا به پایان رسید. موسیقی توسط کارتیک ساخته شده است، در حالی که اس آر کاثیر و آنتونی فیلمبرداری و تدوین فیلم را بر عهده داشتند.
جاشوا محافظ نهایب در ۱ مارس ۲۰۲۴ با نظرات متفاوت منتقدان منتشر شد.

## طرح
جاشوا، یک قاتل قراردادی سابق که برای یک آژانس امنیتی خصوصی در چنای کار می‌کند، مأمور حفاظت از دوست دختر سابقش کندهاوی چیدامبارام، وکیلی مستقر در نیویورک می‌شود. مشخص شده است که کنداوی یکی از اعضای یک تیم دادستانی است که برای شهادت علیه لگوئیزیامو با نام مستعار ال چاپو، رهبر یک کارتل مواد مخدر مکزیک استخدام شده است. ال چاپو جایزه ای برای تیم تعیین کرد و آنها را کشت، تنها کنداوی از این حمله جان سالم به در برد. کنداوی به زودی به وکیل اصلی برای مجازات ال چاپو تبدیل شد که در نتیجه ال چاپو اراذل و اوباش محلی را برای پایان دادن به او استخدام کرد.
یک شب، گروهی به سرپرستی دان شیوا و کوتی، دوست دوران کودکی جاشوا، برای کشتن کنداوی به هتل می‌رسند، اما جاشوا و افرادش آنها را پایین می‌آورند و جاشوا در این فرایند مجروح می‌شود. جاشوا از طریق رئیسش مدهوی در مورد افراد پشت سر حمله مطلع می‌شود. کنداوی دوباره توسط شیوا و کوتی ربوده می‌شود، اما جاشوا دوباره او را نجات می‌دهد و شیوا را می‌کشد. کوتی دوباره فرار می‌کند و می‌فهمد که جاشوا دوست اوست. کوتی به مردانش می‌گوید که کنداوی را ترک کنند، در حالی که مخفیانه سعی می‌کند او را برای پول بکشد. با این حال، جاشوا از این موضوع مطلع شد و دعوایی رخ می‌دهد که در آن جاشوا به دلیل دوستی آنها از کوتی معاف می‌شود.
در همین حین، چیدامبارام کریشنامورثی، پدر کنداوی وارد می‌شود تا کندهاوی را به مکانی امن ببرد، اما مدهاوی متوجه می‌شود که چیدامبارام کوتی و شیوا را استخدام کرده تا کنداوی را بکشند زیرا چیدامبارام در تجارت مواد مخدر ال چاپو درگیر بوده است. کنداوی و جاشوا از طریق مادهاوی در مورد این موضوع می‌آموزند، جایی که جاشوا سرسپردگان چیدامبارام را تمام می‌کند و کنداوی در دفاع از خود چیدامبارام را می‌کشد. جاشوا به کنداوی قول می‌دهد که همیشه با او خواهد بود و او را از خطرات مختلف محافظت می‌کند.

## بازیگران
- وارون در نقش جاشوا ایندیراماگان
- راهی در نقش کنداوی چیدامبارام
- کریشنا در نقش کوتی
- کیتی در نقش چیدامبارام کریشنامورتی
- منصور علی خان در نقش دون شیوا
- ویچیترا به عنوان لاتا
- ذیویادرشینی به عنوان مدهوی
- لیزی آنتونی در نقش شانتینی
- نیشانت راماکریشنان در نقش هیرو سینگ
- سای سیدارت در نقش شکار

## رهایی
جاشوا:محافظ نهایی در ۱ مارس ۲۰۲۴ در سینما اکران شد. پخش فیلم در آمازون پرایم ویدئو از ۲۸ مارس ۲۰۲۴ آغاز شد.